# Dejnev (krater)
Dejnev är en krater på planeten Mars, den har en diameter på ungefär 152 km.
1985 uppkallades den efter den ryske upptäcktsresanden Semjon Dezjnjov.